# Princesa Wanda

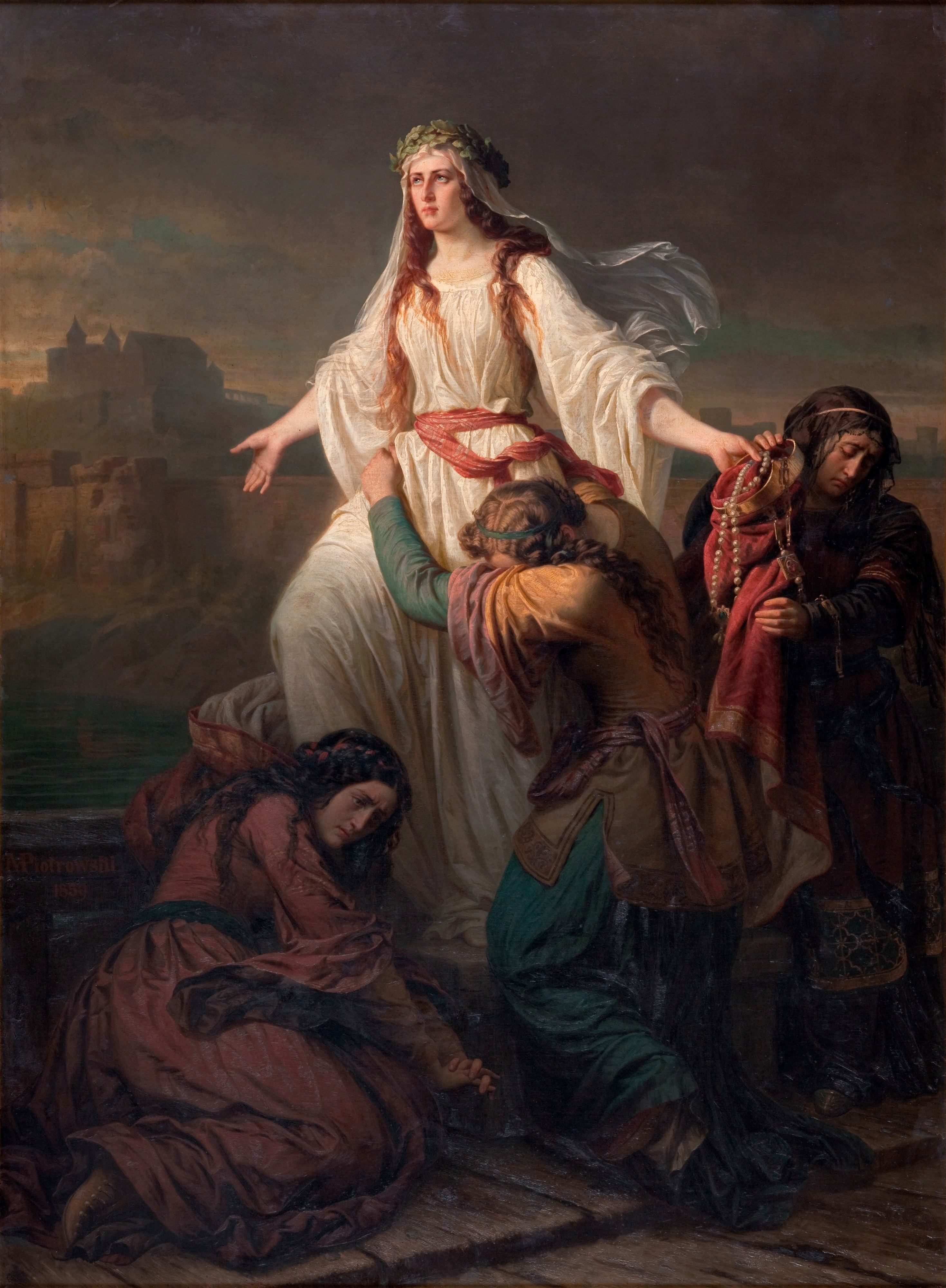
Mort de la princesa Wanda per Maksymilian Piotrowski, 1859

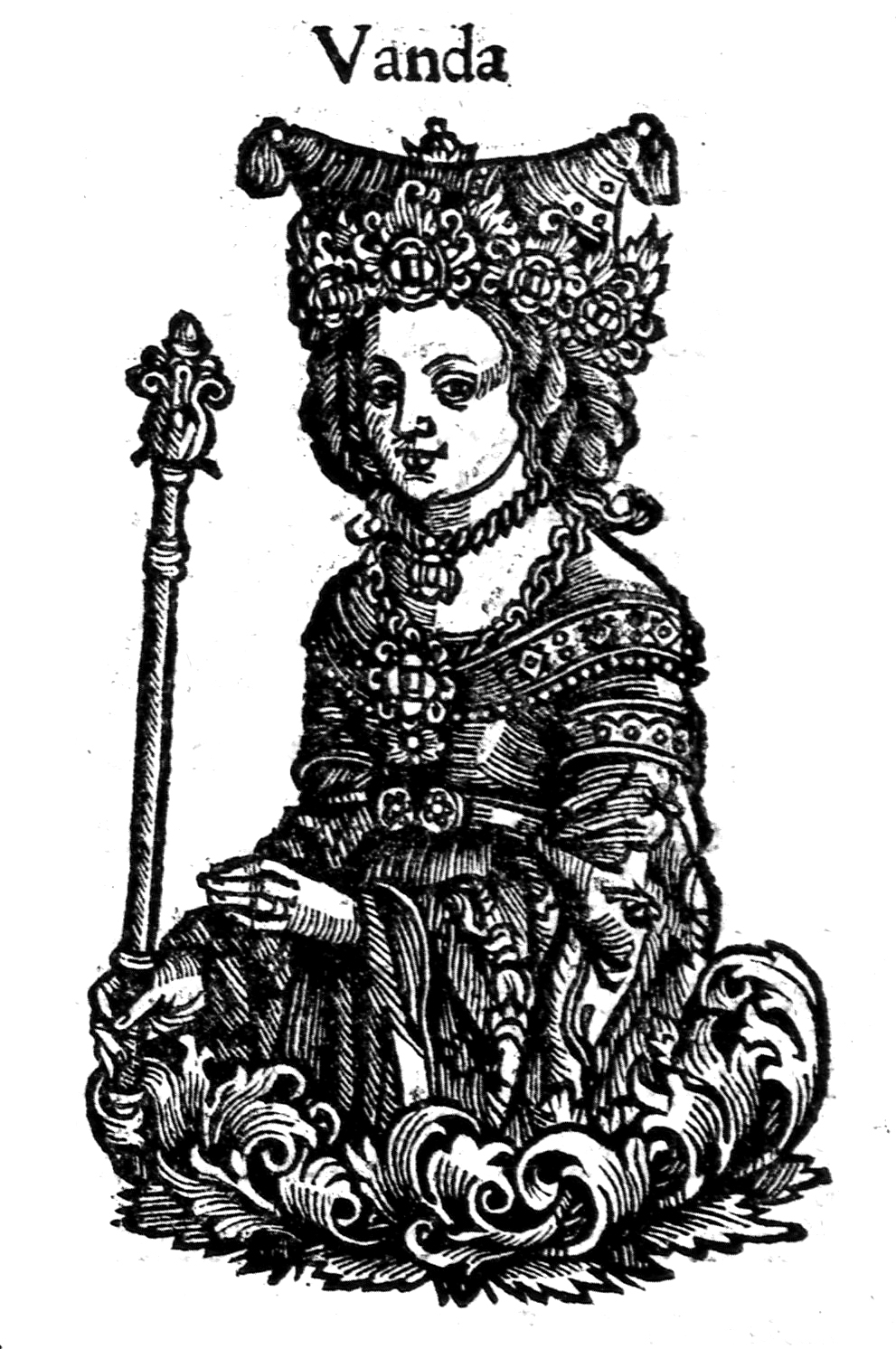
Princesa Wanda

La princesa Wanda (que presumptament va viure a la Polònia del segle VIII) era la filla de Krakus, llegendari fundador de Cracòvia. A la mort del seu pare, es va convertir en reina dels Pols, però es va suïcidar per evitar un matrimoni indesitjat.

## La llegenda de Wanda explicada primer per Kadłubek
La primera font escrita de la llegenda de Wanda va ser del cronista polonès Wincenty Kadłubek. En aquesta versió de la història, Wanda governa Polònia després del llegendari rei polonès Krakus. Quan les seves terres són envaïdes per un "tirà Alamann" que vol treure profit de la mort de l'anterior governant, Wanda marxa a conèixer-lo al capdavant de les seves tropes. Veient la seva bellesa, les tropes alemanyes van rebutjar lluitar i la seva dirigent es va suïcidar. Cap a la fi de la història, Kadłubek declara que "el riu Vandalus porta aquest nom en el seu honor", i per això els seus governats eren coneguts com a "vàndals". En aquesta versió Wanda no es va casar i va tenir una llarga vida.

## Versions posteriors de la llegenda
Les versions subsegüents de la història difereixen significativament. En la versió del Wielkopolska Chronicle, el dirigent alemany, Rytygier, primer va voler casar-se amb Wanda i va envair les seves terres només quan rebutjà la seva proposta. Aquí, ell mor durant la batalla, mentre que és Wanda qui després se suïcida, com a agraïment i sacrifici als déus pagans que li van donar la victòria. En altres versions de la història, Wanda se suïcida llançant-se al riu Vístula, perquè sap que mentre segueixi viva hi haurà futurs pretendents potencials que utilitzaran la seva negativa a casar-se com a pretext per a una invasió.

## Historiografia
La història de la princesa Wanda va ser primer descrita per l'historiador i bisbe medieval polonès (segles xii i xiii) Wincenty Kadłubek, i se suposa, pel que diuen la majoria dels historiadors, que va ser inventada per ell, possiblement basat en llegendes i mites eslaus, a pesar que alguns historiadors veuen la llegenda arrelada en les tradicions escandinaves o de l'antiga Roma (o gregues).

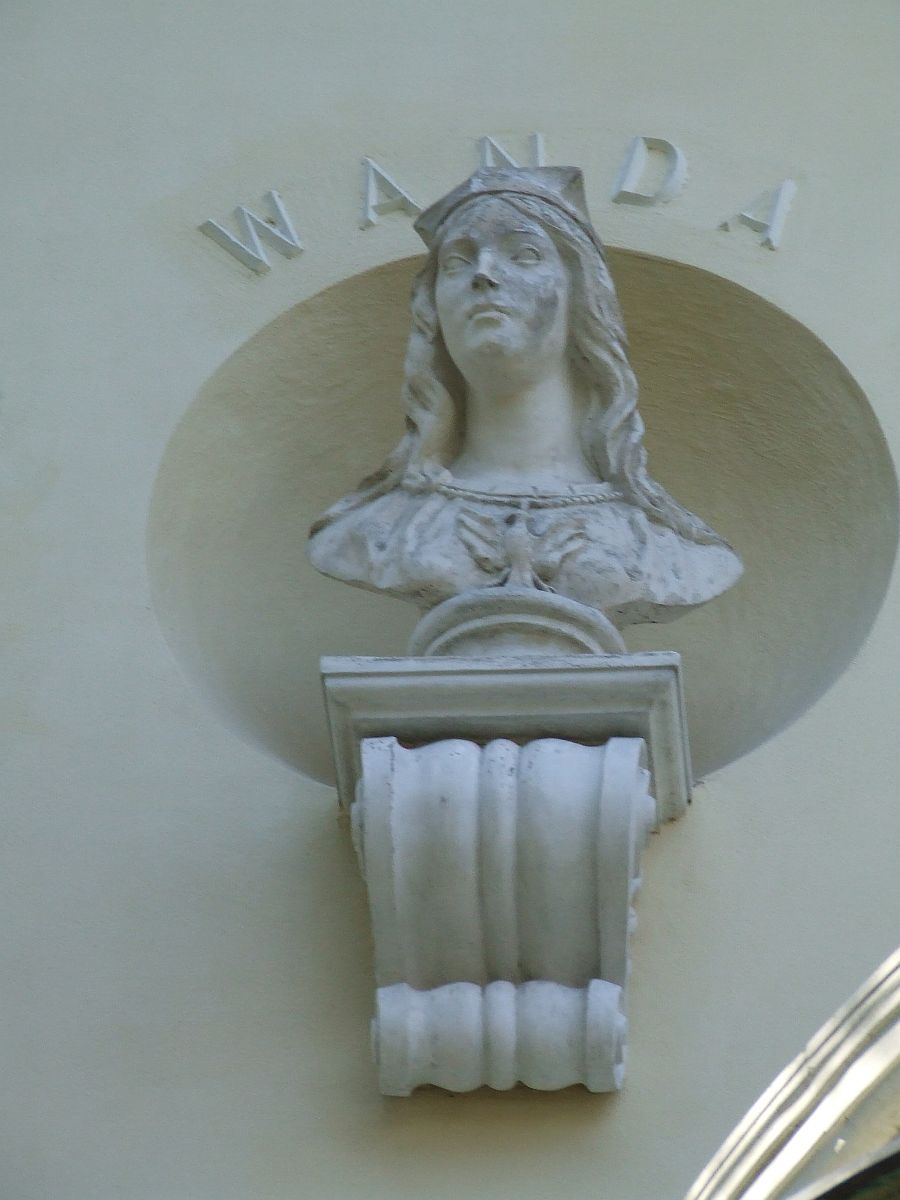
El bust de la reina Wanda al palau Krasiński, Ursynów

Curiosament, la versió de Kadłubek té el príncep alemany, no la princesa Wanda, suïcidant-se: segons Kadłubek, la princesa va viure una vida llarga i feliç, i fou verge per sempre. Va ser només en la Wielkopolska Chronicle dels segles XIII-XIV quan varia i Wanda se suïcida, i es popularitza aquesta versió per l'historiador del segle xv, Jan Długosz.

## Influències culturals
La tradició diu que està enterrada en la gran Wanda Mound (polonès: Kopiec Wandy: Kopiec Wandy). Un costum observat fins al segle xix va ser que en Pentecosta les fogueres s'encenien (polonès: Kopiec Wandy) en aquest monticle localitzat als afores de Cracòvia, a Nowa Huta, el districte industrial establert el 1949. La construcció de Nowa Huta va començar en l'onomàstica de Wanda (23 de juny), i és un patró semioficial d'aquest districte, el qual té un centre de comerç, un carrer, un pont i un estadi amb el seu nom.
El poeta alemany Zacharias Werner va escriure una obra anomenada Wanda, la qual va ser representada sota la direcció de l'amic de Werner, Goethe, a l'escenari, el 1809.
En la literatura polonesa, la història de Wanda ha servit d'inspiració de diversos treballs, sovint accentuant els temes de la independència polonesa i el conflicte victoriós amb Alemanya.
El poeta polonès C. K. Norwid va visitar Mound el 1840. Posteriorment va compondre el poema narratiu Wanda en honor de l'antiga princesa.
El dramaturg croat Matija Ban va fer de Wanda el símbol de Polònia en la seva obra de 1868, Wanda, la reina polonesa.
Antonín Dvořák va compondre la cinquena de les seves 11 òperes, la tragèdia Vanda, al voltant d'aquest episodi de les llegendes històriques poloneses. Escrita el 1875, va llançar la història com una lluita entre els pagans pobles eslaus i els alemanys cristians.
El 1890, una estàtua dissenyada per l'artista polonès Jan Matejko, que representa una àguila que gira a l'oest,
es va col·locar a la part superior del monticle. A la base de l'estàtua es va tallar la inscripció "WANDA", juntament amb dues espases i una filosa.
Els becaris Albina Kruszewska i Marion Coleman descriuen la reina Wanda amb "la castedat blanca i pura d'Elaine, la devoció filial de Cordelia, i la voluntat de ferro de Boudica".